# 消息來源

典型的消息來源標識

消息來源（英語：又譯為源料、饋送、資訊提供、供稿、摘要、源、新闻订阅、网源）是一種資料格式，網站可透過它將最新資訊傳播給用戶，用戶能夠訂閱網站的先決條件是網站可提供持續更新的資訊。消息來源受到網誌及新聞網站的廣泛採用，因為此類型的網站經常更新內容。如前所述，feed的譯名很多，莫衷一是，至2008年底為止，還沒有一個十分通用而備受認可的中文譯名。將feed匯流於一處稱為聚合（aggregation），而用於聚合的軟體稱為聚合器（aggregator）。對終端使用者而言，聚合器是專門用來訂閱網站的軟體，一般亦稱為RSS閱讀器、feed閱讀器、新聞閱讀器等。
典型的一種應用是，網站提供feed網址（通常以橘色的feed標識供用戶點擊，如或），而用戶將feed網址登記到閱讀器裡，就可以訂閱此網站的最新資訊。閱讀器操作方式類似電子郵件客戶端軟體，只是用feed閱讀器訂閱網站不需電子郵件位址。用戶訂閱了之後，閱讀器便會透過網站feed檢查網站有無更新。視閱讀器的功能而定，用戶可以得知哪些訂閱的網站更新了，或得到已訂閱網站的新資訊列表，或自動下載已訂閱網站的新內容。閱讀器可以設定排程，定時地檢查已訂閱的所有網站。網站feed雖然看似將內容給用戶，但事實上它采用的是拉取技术（pull technology）。
常用的feed格式有RSS、Atom兩種。由於RSS是較早通行的格式，一些網站雖然提供了兩種格式，但只稱為RSS。feed傳播給用戶的內容種類通常是HTML（網頁內容）或通往網頁的鏈結。許多網站只在feed當中放入文章的一部分或著摘要，想看全文就得要點擊鏈結到原站去看；然而，也有一些人認為應該將全文放入feed。除了網頁之外，feed內容也可以是通往其他數位多媒體的鏈結。供用戶訂閱的內容若是音訊或視訊等多媒體資訊，則稱為播客（podcast）。

## 閱讀器
就像電子郵件一樣，feed閱讀器除了有客戶端軟體（如FeedDemon、NetNewsWire），亦有數種線上閱讀器（如Bloglines、Google閱讀器、funP哈部落、抓虾等）。由於網誌的盛行，當代瀏覽器當中，Internet Explorer（第7版起）、Mozilla firefox、Safari、Opera等都整合了訂閱feed的功能。電子郵件客戶端軟體Windows Live Mail、Mozilla Thunderbird也提供了訂閱feed的功能。有些行動電話能夠訂閱feed，如諾基亞的S60系統。許多個人化首頁服務，如iGoogle、My Yahoo、My MSN等也使用了feed相關技術，這些服務通常預設了天氣、股市等幾種常用的feed資訊，但也允許用戶自行添加訂閱第三方的feed網址。

## 與電子郵件的比較
電子郵件列表（有時稱為電子報）是另一種網站通知用戶新資訊的方式。在feed相關技術成熟之前，郵件列表佔有主導地位。閱讀器的運作原理有些類似於電子郵件的POP3通訊協定，只是feed閱讀器查看的並非用戶自己的郵箱，而是網站上的文件，文件內含有此網站的更新資訊。和用電子郵件通知用戶的方式比較起來，feed有一些好處：
- 訂閱feed時用戶不必提供電子郵件位址，用戶從而免去了與電子郵件有關的風險與威脅，如垃圾郵件、電腦病毒、釣魚式攻擊、郵件詐騙等。
- 當用戶想要停止接收新資訊通知時，不必向發信者申請「退訂」，只要將feed網址從自己的閱讀器的已訂閱清單中刪除即可。
- 結構化的格式（除了某些RSS版本外，大都基於XML），機器易於處理，有利於Web 2.0式的混搭。

## 應用與發展
「出版（publish）feed」及「供稿（syndication）」是兩個常用詞彙，用來描述網站為某種資訊提供feed。就像供稿給報紙的文章一樣，feed內容可以被其他網站重新出版。feed的格式被設計成機器可讀而非人類可讀的，這使得它可以自動將資訊從一個網站傳遞到另一個網站，完全不必透過人類手動轉貼。其他網站可以利用feed聚合各種資訊，比如說將許多網誌匯流至同一處而成為部落格聯播網。一些網誌供應商（BSP）提供了在網誌側邊欄顯示聯播網的功能。軟體開發界常將部落格聯播網網站稱為Planet，源自於一個線上聚合器軟體的名字。
較新的格式Atom還提供了用戶張貼到網站的通訊協定，使得feed除了讀取（從網站獲得資訊）之外還多了寫入（將資訊送到網站）的新功能。這令可寫網路（writable web）更加標準化，利於新應用服務的撰寫與實現。

## 参阅
- RSS
- Atom (標準)
- 播客